# Maurice Brasseur
Maurice Paul Brasseur (Corbion, 15 juni 1909 - Libramont, 3 april 1996) was een Belgische politicus voor de PSC.

## Levensloop
Brasseur werd als licentiaat in de commerciële en consulaire wetenschappen beroepshalve industrieel.
Tijdens de Tweede Wereldoorlog was hij actief in het Verzet, maar werd door de Duitsers een tijdje als politiek gevangene opgesloten. In de periode 1944-1945, ten tijde van de Slag om de Ardennen was hij secretaris en schatbewaarder van de vereniging L’Aide aux Ardennes Martyres.
Na de Bevrijding werd hij politiek actief voor de PSC en werd in 1946 voor deze partij verkozen tot gemeenteraadslid van Loverval, waar hij van 1947 tot 1965 burgemeester was. Bovendien zetelde hij van 1949 tot 1965 voor het arrondissement Charleroi in de Kamer van volksvertegenwoordigers en was van 1958 tot 1961 ondervoorzitter van de Kamer. Eveneens was hij van 1950 tot 1952 minister van Binnenlandse Zaken en van 1961 tot 1965 minister van Buitenlandse Handel en Technische Bijstand.
Tevens was hij als Waals militant de medeoprichter van de Mouvement des Provinces wallonnes, waarvan hij de ondervoorzitter was. In 1965 verliet hij de actieve politiek om provinciegouverneur te worden van de provincie Luxemburg, een mandaat dat hij uitoefende tot in 1976, toen hij de leeftijdsgrens van 67 jaar bereikte.
Brasseur bleef echter actief in de politiek, aangezien hij eind 1976 verkozen werd tot gemeenteraadslid van Bouillon, waar hij van 1977 tot 1982 burgemeester was. In 1982 verliet hij de politiek.